# Niklas Tarvajärvi
Niklas Tarvajärvi (Tuusula, 13 maart 1983) is een voormalig Fins voetballer en huidig voetbaltrainer. Hij speelde onder andere voor sc Heerenveen, De Graafschap, Vitesse en Go Ahead Eagles. Sinds 2024 is Tarvajärvi werkzaam als hoofdtrainer van de vrouwen van sc Heerenveen.

## Clubcarrière
Sinds zijn komst bij sc Heerenveen in zomer van 2005 werd Tarvajärvi overwegend gebruikt als stormram om "oorlog te maken in de zestien" en zo in de slotfase van wedstrijden een doorbraak te forceren. In het seizoen 2007/2008 ging hij op huurbasis naar De Graafschap. Zijn oude contract dat liep tot de zomer van 2007 werd met vier jaar verlengd tot de zomer van 2011. Het seizoen daarop werd Tarvajärvi verhuurd aan Vitesse, in dit huurcontract was ook een optie tot koop bedongen. Vitesse lichtte de optie niet; daarop verkocht Heerenveen hem aan Neuchâtel Xamax. Na Karlsruher SC en TPS Turku kwam Tarvajärvi weer terug in Nederland bij Go Ahead Eagles.
Vanaf 2013 speelde Tarvajärvi op amateurniveau bij SC Joure, VV Staphorst en Heerenveense Boys.

## Trainerscarriere
In mei 2024 werd Tarvajärvi aangesteld als de nieuwe hoofdtrainer van de vrouwen van sc Heerenveen. Hij was de opvolger van Hans Schrijver en kreeg de taak om sc Heerenveen te behoeden van degradatie naar de Vrouwen Eerste divisie. Daar slaagde Tarvajärvi in door sc Heerenveen naar de negende plaats te loodsen. Op 26 mei 2025 verlengde hij zijn contract bij de club met twee jaar.

## Clubstatistieken
| Seizoen | Club               | Duels | Goals | Competitie        |
| ------- | ------------------ | ----- | ----- | ----------------- |
| 2002    | FC Jokerit         | 14    | 4     | Ykkönen           |
| 2003    | FC Jokerit         | 25    | 7     | Ykkönen           |
| 2004    | MyPa 47            | 24    | 2     | Veikkausliiga     |
| 2005    | MyPa 47            | 13    | 1     | Veikkausliiga     |
| 2005/06 | sc Heerenveen      | 17    | 3     | Eredivisie        |
| 2006/07 | sc Heerenveen      | 13    | 1     | Eredivisie        |
| 2007/08 | de Graafschap      | 28    | 4     | Eredivisie        |
| 2008/09 | Vitesse            | 11    | 2     | Eredivisie        |
| 2008/09 | Neuchâtel Xamax FC | 8     | 1     | Axpo Super League |
| 2009/10 | Karlsruher SC      | 18    | 2     | 2. Bundesliga     |
| 2010/11 | TPS Turku          | 8     | 2     | Veikkausliiga     |
| 2011/12 | Go Ahead Eagles    | 1     | 2     | Eerste Divisie    |
| Totaal  | Totaal             | 179   | 29    |                   |

## Erelijst
MyPa-47
- Suomen Cup

2004